# Art Parkinson
Art Parkinson (Condado de Donegal, 19 de octubre de 2001) es un actor irlandés, más conocido por interpretar a Rickon Stark en la serie de HBO Juego de tronos, y por darle voz a Kubo en la película Kubo y la búsqueda del samurái (2016).

## Biografía

### Vida personal
Parkinson nació en Moville, Condado de Donegal, Irlanda. Es bilingüe, después de ser educado en una escuela de lengua irlandesa. Su madre, Movania, es una actriz que también dirige una escuela de teatro y arte la cual han asistido desde una temprana edad sus dos hermanos mayores Pearce y Padhraig. Ellos también han actuado en varias producciones de televisión irlandesa y británica. Mientras que no esta trabajando, Parkinson disfruta jugar al fútbol con sus amigos en la escuela de Moville Gaelscoil Cois Feabhail. Durante una entrevista con Flicks and the City, mencionó que sus padres no le permitió ver Juego de tronos debido a su contenido para adultos, aparte de unas pocas escenas relacionadas con su personaje. En una entrevista posterior publicado en el The New Zealand Herald el 7 de abril de 2015, admitió que vio la serie después de ver la muerte de un niño en un episodio.

### Carrera
Parkinson desempeñó el papel del joven Kenneth en la película Freakdog. También apareció en la película de terror irlandesa Dark Touch. En julio de 2014, actuó en la película Dracula Untold dirigida por Gary Shore. Parkinson también actuó en la película Terremoto: la falla de San Andrés en el papel de Ollie, un niño de diez años de edad atrapado en un terremoto en California.

## Filmografía

### Cine
| Año  | Título                            | Papel         | Notas            |
| ---- | --------------------------------- | ------------- | ---------------- |
| 2008 | Freakdog                          | Joven Kenneth | Debut en el cine |
| 2013 | Dark Touch                        | Peter         |                  |
| 2014 | The Anomaly                       | Alex          |                  |
| 2014 | Shooting For Socrates             | Tommy         |                  |
| 2014 | Dracula Untold                    | Ingeras       |                  |
| 2014 | Love, Rosie                       | Gary Dunne    |                  |
| 2015 | Terremoto: La falla de San Andrés | Ollie Taylor  |                  |
| 2016 | Kubo and the Two Strings          | Kubo          | Voz              |
| 2017 | I Kill Giants                     | Dave          |                  |
| 2017 | Zoo                               | Tom Hall      |                  |

### Televisión
| Año             | Título                   | Rol          | Notas                         |
| --------------- | ------------------------ | ------------ | ----------------------------- |
| 2011-2013, 2016 | Juego de tronos          | Rickon Stark | Papel recurrente 14 episodios |
| 2016            | The Home and Family Show | Himself      |                               |

## Premios y nominaciones
| Año  | Premio        | Categoría              | Trabajo                        | Resultado |
| ---- | ------------- | ---------------------- | ------------------------------ | --------- |
| 2016 | Premios Annie | Mejor actuación de voz | Kubo y la Búsqueda del Samurai | Nominado  |